# 193
El 193 (CXCIII) fou un any comú començat en dilluns del calendari julià.

## Esdeveniments
- Pèrtinax és proclamat emperador romà. És l'any dels cinc emperadors: Pèrtinax, Didi Julià, Pescenni Níger, Clodi Albí i Septimi Sever.[1]